# 大业镇 (凌海市)
大业镇，是中华人民共和国辽宁省锦州市凌海市下辖的一个乡镇级行政单位。原大业乡于2012年撤乡设镇（辽政[2012]234号文件发布）。

## 行政区划
大业乡下辖以下地区：
大业村、董家大有村、杨桂村、坨子村、魏家大富村、八角台村、小村富有村、程广村、小业村、南双台村、迟家村、毛峪村、太平庄村和新立村。